# Пять долларов США (банкнота)
Пять долларов США — банкнота США. В настоящее время на её лицевой стороне изображён 16-й президент США Авраам Линкольн, а на обратной — мемориал Линкольну. Все банкноты, использующиеся на данный момент, выпущены Федеральной резервной системой. Бумага, на которой напечатана банкнота, состоит на 75 % из хлопка и на 25 % из льна. Вес банкноты составляет приблизительно 1 грамм.

## История
Банкноты в 5 долларов по годам выпуска:

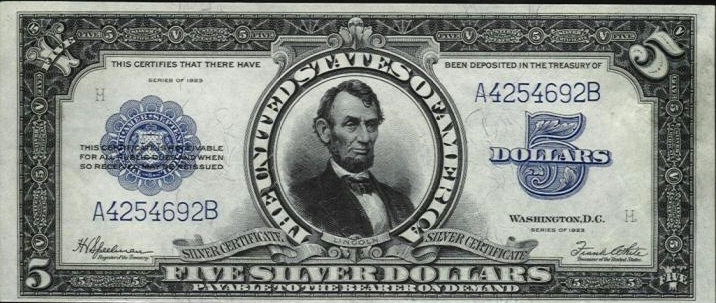
1923 года
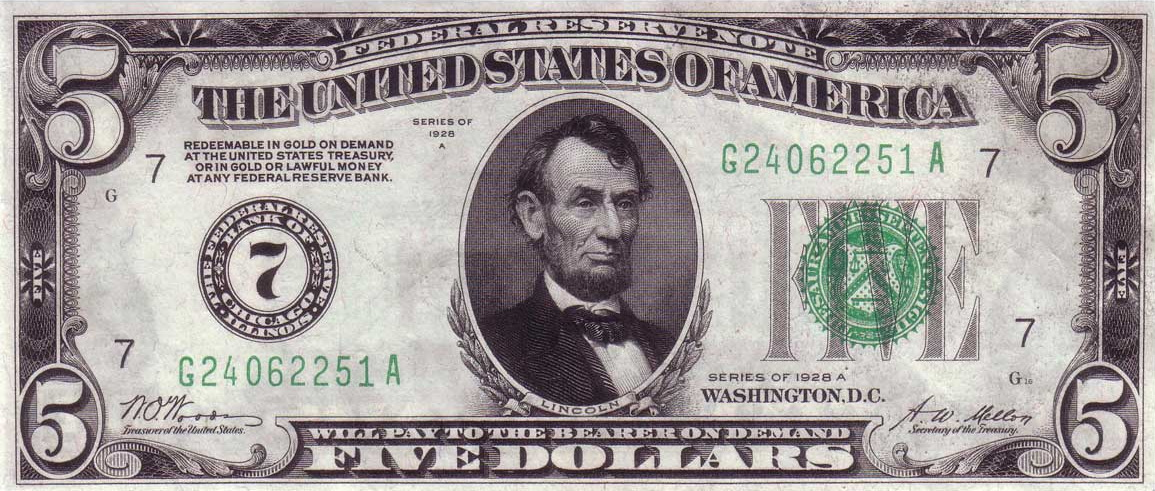
1928 года
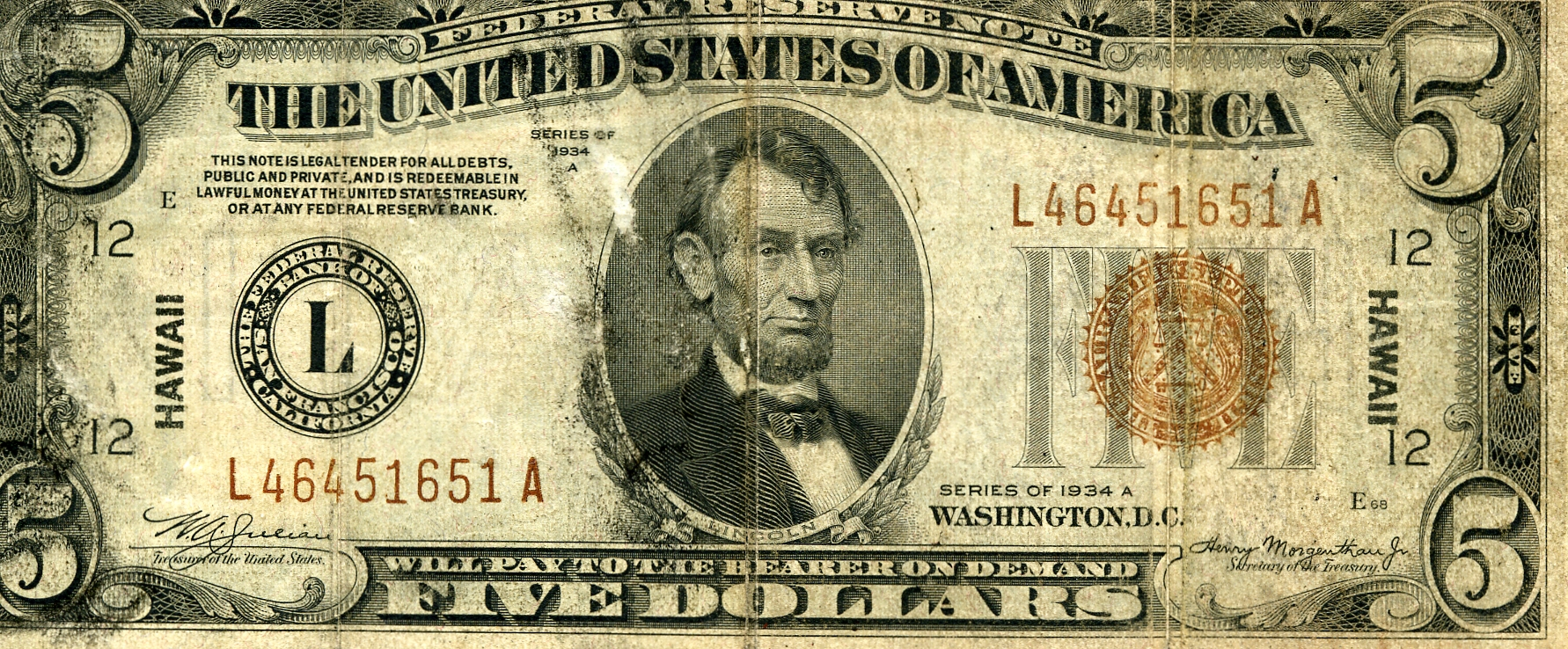
1934 года с надпечаткой «Гавайи»
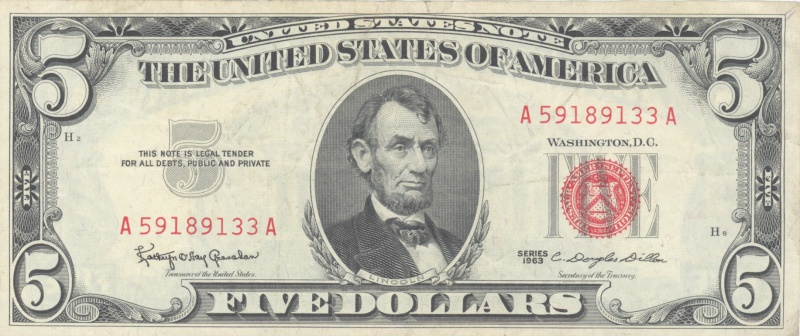
1963 года
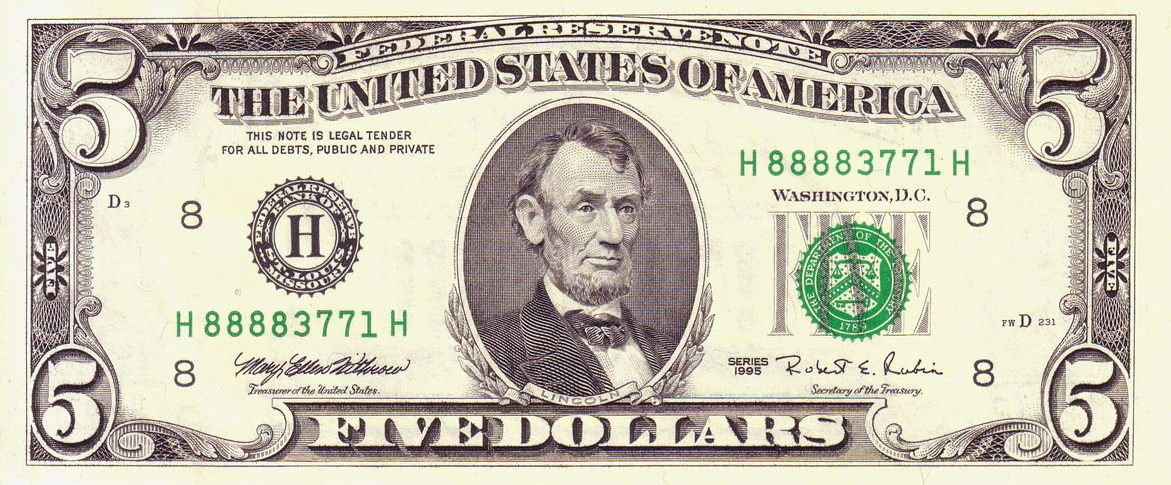
1995 года
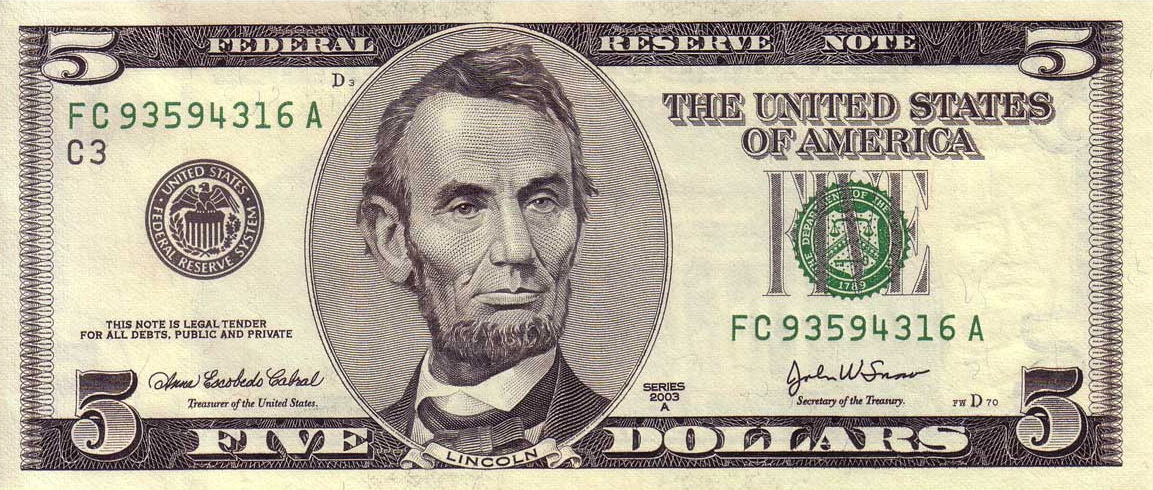
2003 года
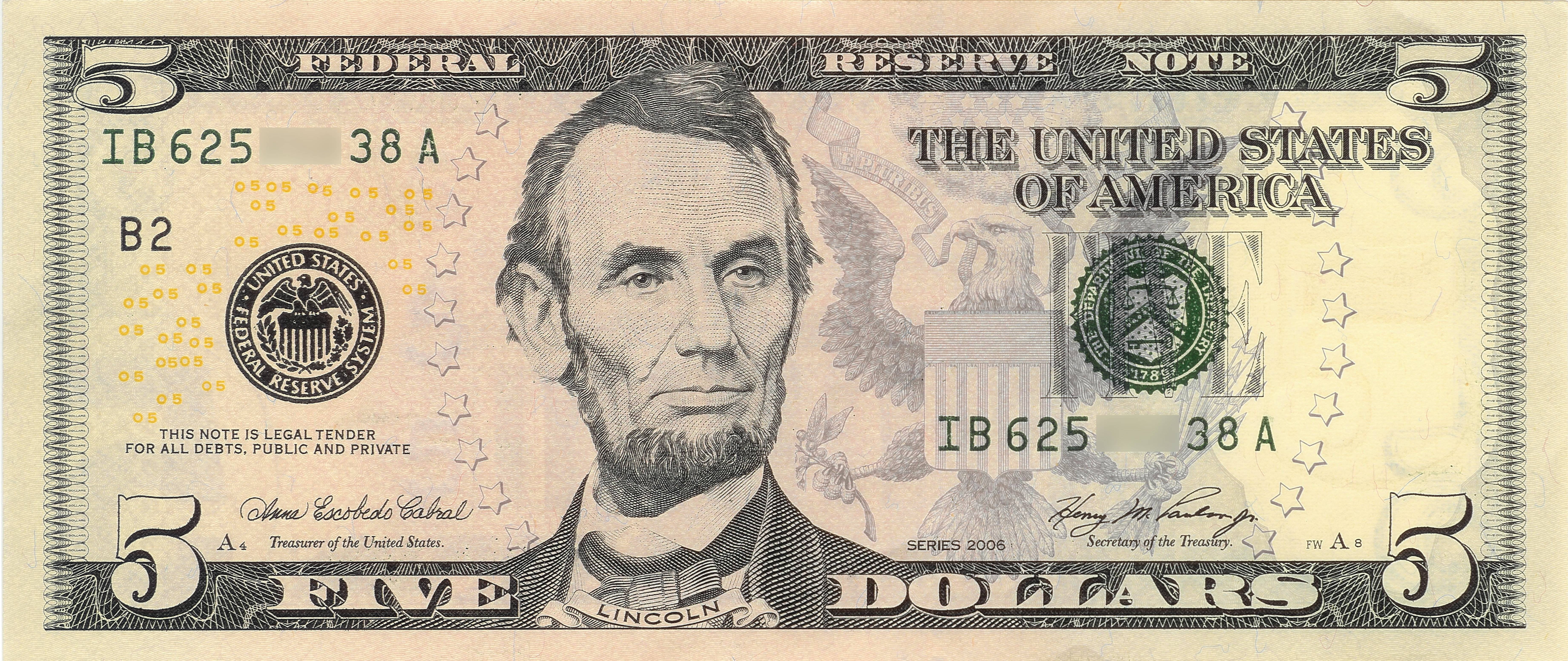
2006 года